# Tiraque
Tiraque är huvudstaden i den bolivianska provinsen Tiraque i departementet Cochabamba.